# Interesse (Psychologie)
Unter Interesse (von lateinisch interesse „dazwischen sein“, „dabei sein“) versteht man die kognitive Anteilnahme respektive die Aufmerksamkeit, die eine Person an einer Sache oder einer anderen Person nimmt. Je größer diese Anteilnahme ist, desto stärker ist das Interesse der Person für diese Sache. Etwas ist dann für eine Person interessant, wenn es ihr Interesse weckt, sie sich also dafür interessiert. Das Gegenteil dazu ist das Desinteresse oder, in stärkerer Ausprägung, die (manchmal krankhafte) Apathie.

## Mehrdimensionalität
In der Psychologie spricht man hinsichtlich Interesse von einem mehrdimensionalen Konstrukt (Todt, 1978; 1990). Moderne Interessentheorien und Untersuchungsansätze basieren auf einer Personen-Gegenstands-Konzeption, welche die psychischen Phänomene des Lernens und der Entwicklung als permanente Austauschbeziehung zwischen einer Person und ihrer sozialen Umwelt interpretiert (Lewin, 1963; Deci & Ryan, 1985). Der Gegenstand der Interessen definiert sich durch konkrete Objekte, thematische Wissensbereiche oder durch bestimmte Klassen von Tätigkeiten. Der Grad der Interessen wird definiert, wie hoch der Grad der subjektiven Wertschätzung des Interessengegenstandes ist und wie intensiv die positiv emotionalen Zustände während der Interessenhandlungen sind. In der pädagogischen Psychologie wird Interesse primär unter dem Gesichtspunkt der emotionalen, motivationalen und kognitiven Beziehung einer Person zu Gegenständen analysiert.

## Psychologische Interessenforschung
Bei der psychologischen Untersuchung von Interesse gibt es zwei Perspektiven:
1. Aus der prozessorientierten Perspektive werden aktuelle Zustände einer Person untersucht. Die zentrale Frage ist, wie Interesse geweckt wird und welche Auswirkungen gewecktes Interesse auf die Person hat. Hier unterscheidet man situationales Interesse (Entstehung von Interesse nach Reizaufnahme) und aktualisiertes Interesse (Wecken eines bestehenden individuellen Interesses durch Reiz).
2. Aus der strukturorientierten Perspektive werden hingegen dauerhafte Zustände und über längere Zeit konstante individuelle Interessen bei Personen untersucht.

Im Rahmen der strukturorientierten Perspektive gibt es verschiedene Interessenmodelle, die sich entweder auf Berufsinteressen oder auf Freizeitinteressen beziehen können. Ein bekanntes Modell, dessen Gültigkeit für beide Bereiche in einer großen Zahl empirischer Studien nachgewiesen wurde, ist das RIASEC-Modell von Holland. Ein wichtiger, darauf aufbauender Berufsinteressentest ist der Allgemeine Interessen-Strukturtest Allgemeiner Interessen-Struktur-Test (AIST) von Bergmann und Eder. Ein entsprechender Freizeitinteressentest ist der Freizeit-Interessentest FIT von Werner Stangl.